# Идрон
Идро́н (фр. Idron) — коммуна во Франции, находится в регионе Аквитания. Департамент — Атлантические Пиренеи. Входит в состав кантона По-2. Округ коммуны — По.
Код INSEE коммуны — 64269.

## География

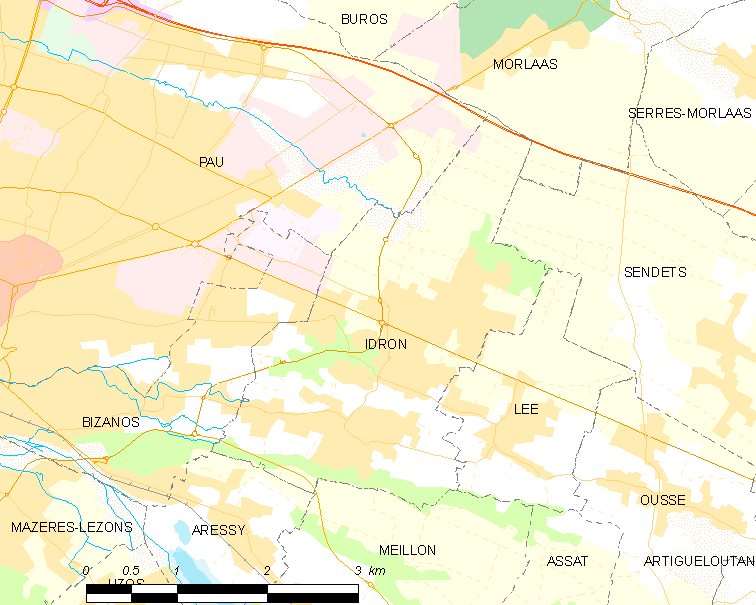
Карта коммуны

Коммуна расположена приблизительно в 660 км к югу от Парижа, в 175 км южнее Бордо, в 5 км к юго-востоку от По.
По территории коммуны протекают реки Ус и Аррью-Мерде (фр. Arriou-Merdé).

### Климат
Климат тёплый океанический. Зима мягкая, средняя температура января — от +5°С до +13°С, температуры ниже −10 °C бывают редко. Снег выпадает около 15 дней в году с ноября по апрель. Максимальная температура летом порядка 20-30 °C, выше 35 °C бывает очень редко. Количество осадков высокое, порядка 1100 мм в год. Характерна безветренная погода, сильные ветры очень редки.

## Население
Население коммуны на 2010 год составляло 3983 человека.
| 1962 | 1968 | 1975 | 1982 | 1990 | 1999 | 2010 |
| ---- | ---- | ---- | ---- | ---- | ---- | ---- |
| 828  | 1013 | 1274 | 1579 | 2311 | 5151 | 3983 |

## Администрация
| Период | Период | Фамилия      | Партия                    | Примечания |
| ------ | ------ | ------------ | ------------------------- | ---------- |
| 1948   | 1958   | Жан Сарту    |                           |            |
| 1958   | 1959   | Жан Пьяла    |                           |            |
| 1959   | 1989   | Реймон Сарту |                           |            |
| 1989   | 2001   | Леон Сейус   | Демократическое движение  |            |
| 2001   | 2020   | Анни Хиль    | Союз за народное движение |            |
| 2020   | 2026   | Андре Нахон  |                           |            |

## Экономика
В 2010 году среди 2666 человек трудоспособного возраста (15-64 лет) 1806 были экономически активными, 860 — неактивными (показатель активности — 67,7 %, в 1999 году было 66,8 %). Из 1806 активных жителей работали 1706 человек (933 мужчины и 773 женщины), безработных было 100 (39 мужчин и 61 женщина). Среди 860 неактивных 332 человека были учениками или студентами, 278 — пенсионерами, 250 были неактивными по другим причинам.

## Города-побратимы
- Альфахарин (Испания, с 1994)